# Analiză muzicală
Analiza muzicală este determinarea proprietăților unei compoziții, în special cele care demonstrează unitatea și logica lucrării.

## Structură
Analiza muzicală reprezintă un mod rațional de a înțelege, într-o anumită măsură, de ce o compoziție „sună bine”.

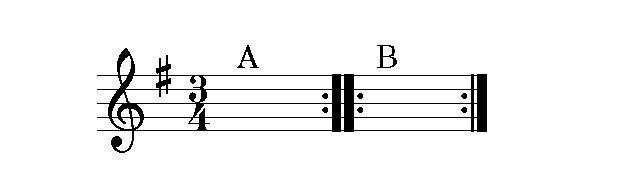
O formă tipică pentru un menuet. Cadența de la sfârșitul secțiunii A poate fi pe tonică (I) sau pe dominantă (V).

Analiza muzicală constă, între altele, în determinarea: 
- Modurilor sau gamelor unei compoziții, prezența sau absența unor modulații sau tonicizări.
- Ritmului unei lucrări, prezența unor sincopații.
- Formei unei lucrări, în special tipurile de cadențe.
- Motivelor melodiei unei compoziții.[1]
- Intervalelor în pasaje contrapuntale.
- Progresiilor de acorduri pentru diferite secțiuni.

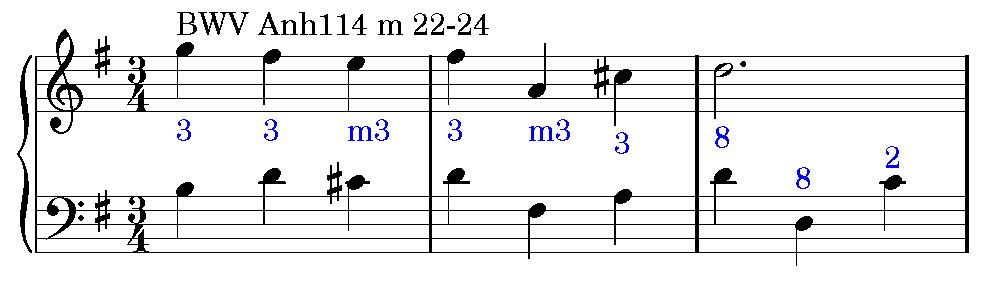
Exemplu de analiză de contrapunct. Terțele mici sunt pe timpi neaccentuați.

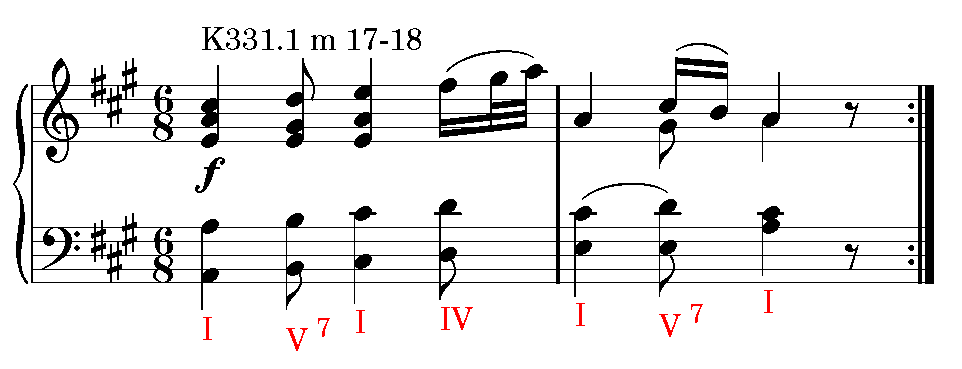
Exemplu de analiză a unei progresii de acorduri într-o cadență.